# Serdiana
Serdiana – miejscowość i gmina we Włoszech, w regionie Sardynia, w prowincji Sud Sardynia.
Według danych na rok 2004 gminę zamieszkiwały 2273 osoby, 41,3 os./km². Graniczy z Dolianova, Donòri, Monastir, Sant’Andrea Frius, Sestu, Settimo San Pietro, Soleminis i Ussana.